# Бордо Поньенте
Бордо Поньенте (исп. El Bordo Poniente) — мусорный полигон, расположенный на востоке Мехико, крупнейшая свалка твёрдых бытовых отходов в Латинской Америке. По объёму отходов (свыше 60 млн тонн) полигон занимает второе место в мире после большого тихоокеанского мусорного пятна. Полигон занимает территорию около тысячи акров земли. Ежедневно на него свозится 12 500 тонн мусора. Свалка открыта в 1985 году, а 22 ноября 2010 года закрыта. В 2011 году проведен тендер на разработку биогазовой электростанции, которая будет использовать метан, выделяющийся здесь при разложении отходов.

## Экологическая ситуация
Экологи предъявляют к свалке массу претензий. Под полигоном постепенно проседает грунт, в некоторых местах до 13 метров. Это привело к проникновению жидких продуктов разложения отходов в грунтовые воды, которые теперь не пригодны для использования даже в технических целях. Помимо загрязнения грунтовых вод, при гниении отходов образуется метан, который приводит к возникновению пожаров, которые потушить очень трудно. Ядовитый дым от таких пожаров пагубно влияет на здоровье жителей города. Также свалка опасна с эпидемиологической стороны: на ней развивается множество болезнетворных бактерий, которые попадают в воду и разносятся по воздуху.

## Меры по решению экологической проблемы
Предполагалось, что свалку закроют в 2008 году, но этого не произошло по причине конфликта между федеральными и городскими властями. Конфликт решился в суде в пользу мэра Мехико Марсело Эбрарда. Постановление суда позволило свалке продолжить работу. Городские власти планируют выделить территорию под котлован на юго-востоке от Мехико для добычи из мусора свалочного газа, который будет использоваться для производства электроэнергии на построенной рядом электростанции.

## Результаты закрытия
В городе внедрена система раздельного сбора мусора.
С закрытием свалки потеряли средство к заработку многочисленные сборщики мусора, выбиравшие там вторсырье для сдачи переработчикам.